# کوه شامان
کوه شامان (انگلیسی: Mount Shaman) یکی از کوه‌های سیبری جنوبی در سرزمین زابایکالسکی ناحیه فدرالی خاور دور کشور روسیه است.